# МИР
МИР (Морал, Инициативност, Родолюбие) е политическа партия в България, с лидер Симеон Славчев.

## История
Партия МИР (Морал, Инициативност, Родолюбие) е учредена през 2018-та година от инициативен комитет от общественици, културни дейци, млади хора, учени, интелектуалци, преподаватели във висшите учебни заведения и представители на българите в чужбина. 
Идеологията на партия МИР е идеологията на СВОБОДАТА и СПРАВЕДЛИВОСТТА, интелектуално обезпечаваща такова общество, в което тези две висши ценности са реално гарантирани за всеки български гражданин. За партия МИР основополагащи етични принципи и ценности са моралът, нравствеността, човешките добродетели и гражданският патриотизъм – обичта и дългът към нацията, разбирана като общност на всички български граждани, но също така и като териториална идентичност, език, природа и държава.
Партия МИР предлага конкретни стъпки за излизане на България от политическата, икономическата, демографската, социалната, моралната и духовната криза:
1. Превръщането на българската икономика в работеща и ефективна чрез въвеждане на социално-пазарното стопанство като икономическа основа на българското общество.
2. Излизане от демографската криза и подпомагане на българското семейство.
3. За всеки български гражданин да бъдат гарантирани от държавата безплатно образование, медицинско обслужване, както и правото на жилище, на чиста околна среда и на реален средноевропейски доход и стандарт на живот.
4. Създаване на условия за запазване на образованите и подготвени кадри и връщане на българите зад граница в родината чрез гарантиране на тяхната реализация в България.
5. Оползотворяването на всички природни дадености на България в сферата на туризма, селското стопанство, земеделието, транспорта и логистиката.
6. Борба с корупцията на всички нива чрез съдебна и административна реформа и работещо електронно правителство и установяване върховенство на закона.
7. Защита на националния интерес и общественото благо чрез провеждане на суверенна и балансирана външна политика.
8. Стратегическо развитие на ядрената енергетика.
9. Финансова децентрализация и равномерно развитие на всички райони в страната и възстановяване на българските села.
10. Стимулиране на производството, предприемачеството, иновациите, малкия и средния бизнес и връзката им с науката.
11. Възстановяване на ценностите и моралните устои на българското семейство и общество.
12. Въвеждане на задължителен предмет Религия-Християнство-Православие в българските учебни заведения и двойно увеличение на часовете по математика, природни науки, родинознание и български език в учебните програми.
13. Пряко участие на гражданите в управлението чрез провеждането на местни и национални референдуми и възстановяване на демократичните принципи.
14. Съхраняване на природните богатства и опазване на околната среда чрез прекратяване на всички подписани концесии за усвояването на природните богатства на България.
15. Спиране на войната по пътища чрез повишаване на нивото на пътната безопасност в страната.
16. България и Черноморския регион да бъдат зона на МИРА без чужди военни бази, без ядрени оръжия и биолаборатории.

През февруари 2020 г. партия МИР обявява за своя и за национална кауза провеждането на честни избори в България, чрез машинно гласуване и стартира протест и палатков лагер пред сградата на Министерския съвет.
Партия МИР взима участие в антиправителствените протести през лятото на 2020 г., а през януари месец 2021 г. участва на консултациите за честни и прозрачни избори при президента на Република България Румен Радев. 

### Манифест
На 15.01.2020 г. политическа партия МИР приема Манифест, чрез който призовава всички българи да се обединят заедно, за да предприемат конкретни стъпки за връщането на нормалността и гарантирането на промяната в България.

## Парламентарни избори

### 2021 г.

#### Резултати
Резултати от парламентарните избори през април 2021 г., юли 2021 г. и ноември 2021 г. (по избирателни райони):
| Избирателен район       | Парламентарни избори през април 2021 г. | Парламентарни избори през април 2021 г. | Парламентарни избори през април 2021 г. | Парламентарни избори през юли 2021 г. | Парламентарни избори през юли 2021 г. | Парламентарни избори през юли 2021 г. | Парламентарни избори през ноември 2021 г. | Парламентарни избори през ноември 2021 г. | Парламентарни избори през ноември 2021 г. |
| Избирателен район       | Избирателна активност                   | Действителни гласове                    | Дял от гласувалите                      | Избирателна активност                 | Действителни гласове                  | Дял от гласувалите                    | Избирателна активност                     | Действителни гласове                      | Дял от гласувалите                        |
| Сумарно                 | 50,61%                                  | 3653                                    | 0,11%                                   | 42,19%                                | 3427                                  | 0,13%                                 | 40,23%                                    | 3939                                      | 0,15%                                     |
| ----------------------- | --------------------------------------- | --------------------------------------- | --------------------------------------- | ------------------------------------- | ------------------------------------- | ------------------------------------- | ----------------------------------------- | ----------------------------------------- | ----------------------------------------- |
| 1 МИР Благоевград       | 50,72%                                  | 143                                     | 0,09%                                   | 40,03%                                | 129                                   | 0,10%                                 | 37,08%                                    | 188                                       | 0,16%                                     |
| 2 МИР Бургас            | 49,50%                                  | 209                                     | 0,12%                                   | 42,00%                                | 257                                   | 0,17%                                 | 38,74%                                    | 211                                       | 0,15%                                     |
| 3 МИР Варна             | 50,83%                                  | 215                                     | 0,11%                                   | 42,94%                                | 192                                   | 0,11%                                 | 39,69%                                    | 210                                       | 0,13%                                     |
| 4 МИР Велико Търново    | 48,57%                                  | 98                                      | 0,10%                                   | 40,43%                                | 101                                   | 0,12%                                 | 37,68%                                    | 121                                       | 0,16%                                     |
| 5 МИР Видин             | 47,79%                                  | 42                                      | 0,11%                                   | 37,58%                                | 30                                    | 0,10%                                 | 34,20%                                    | 53                                        | 0,19%                                     |
| 6 МИР Враца             | 52,12%                                  | 72                                      | 0,09%                                   | 42,00%                                | 86                                    | 0,13%                                 | 37,27%                                    | 93                                        | 0,16%                                     |
| 7 МИР Габрово           | 49,09%                                  | 29                                      | 0,06%                                   | 39,51%                                | 29                                    | 0,07%                                 | 36,10%                                    | 61                                        | 0,16%                                     |
| 8 МИР Добрич            | 42,12%                                  | 67                                      | 0,09%                                   | 33,62%                                | 62                                    | 0,11%                                 | 30,20%                                    | 84                                        | 0,16%                                     |
| 9 МИР Кърджали          | 28,08%                                  | 19                                      | 0,03%                                   | 28,54%                                | 81                                    | 0,11%                                 | 25,65%                                    | 43                                        | 0,06%                                     |
| 10 МИР Кюстендил        | 44,31%                                  | 38                                      | 0,07%                                   | 35,18%                                | 31                                    | 0,07%                                 | 31,87%                                    | 57                                        | 0,14%                                     |
| 11 МИР Ловеч            | 53,36%                                  | 41                                      | 0,07%                                   | 39,03%                                | 40                                    | 0,09%                                 | 35,35%                                    | 70                                        | 0,17%                                     |
| 12 МИР Монтана          | 54,96%                                  | 71                                      | 0,11%                                   | 41,73%                                | 58                                    | 0,12%                                 | 37,22%                                    | 83                                        | 0,19%                                     |
| 13 МИР Пазарджик        | 47,90%                                  | 118                                     | 0,11%                                   | 35,01%                                | 125                                   | 0,15%                                 | 32,77%                                    | 108                                       | 0,14%                                     |
| 14 МИР Перник           | 53,08%                                  | 37                                      | 0,07%                                   | 41,65%                                | 56                                    | 0,13%                                 | 39,01%                                    | 54                                        | 0,13%                                     |
| 15 МИР Плевен           | 47,72%                                  | 145                                     | 0,13%                                   | 37,96%                                | 129                                   | 0,15%                                 | 34,95%                                    | 144                                       | 0,18%                                     |
| 16 МИР Пловдив (град)   | 46,77%                                  | 75                                      | 0,06%                                   | 39,53%                                | 101                                   | 0,09%                                 | 39,18%                                    | 126                                       | 0,11%                                     |
| 17 МИР Пловдив (област) | 45,44%                                  | 82                                      | 0,06%                                   | 37,08%                                | 88                                    | 0,08%                                 | 33,28%                                    | 154                                       | 0,16%                                     |
| 18 МИР Разград          | 41,02%                                  | 12                                      | 0,02%                                   | 36,02%                                | 35                                    | 0,07%                                 | 31,26%                                    | 42                                        | 0,10%                                     |
| 19 МИР Русе             | 45,01%                                  | 114                                     | 0,13%                                   | 37,94%                                | 109                                   | 0,14%                                 | 35,27%                                    | 94                                        | 0,13%                                     |
| 20 МИР Силистра         | 46,60%                                  | 67                                      | 0,13%                                   | 41,89%                                | 45                                    | 0,10%                                 | 37,40%                                    | 56                                        | 0,13%                                     |
| 21 МИР Сливен           | 42,34%                                  | 161                                     | 0,23%                                   | 32,88%                                | 116                                   | 0,21%                                 | 29,65%                                    | 142                                       | 0,28%                                     |
| 22 МИР Смолян           | 54,68%                                  | 10                                      | 0,02%                                   | 45,85%                                | 38                                    | 0,08%                                 | 42,84%                                    | 63                                        | 0,15%                                     |
| 23 МИР София            | 53,85%                                  | 427                                     | 0,20%                                   | 48,16%                                | 307                                   | 0,16%                                 | 51,35%                                    | 321                                       | 0,15%                                     |
| 24 МИР София            | 50,47%                                  | 287                                     | 0,18%                                   | 42,24%                                | 193                                   | 0,14%                                 | 36,37%                                    | 182                                       | 0,13%                                     |
| 25 МИР София            | 48,04%                                  | 322                                     | 0,20%                                   | 40,75%                                | 194                                   | 0,14%                                 | 41,03%                                    | 217                                       | 0,15%                                     |
| 26 МИР София (област)   | 55,09%                                  | 310                                     | 0,30%                                   | 41,93%                                | 245                                   | 0,30%                                 | 39,03%                                    | 237                                       | 0,32%                                     |
| 27 МИР Стара Загора     | 50,52%                                  | 74                                      | 0,05%                                   | 41,54%                                | 118                                   | 0,10%                                 | 36,94%                                    | 141                                       | 0,13%                                     |
| 28 МИР Търговище        | 44,28%                                  | 51                                      | 0,10%                                   | 36,08%                                | 70                                    | 0,17%                                 | 32,07%                                    | 49                                        | 0,13%                                     |
| 29 МИР Хасково          | 49,80%                                  | 52                                      | 0,05%                                   | 39,46%                                | 71                                    | 0,08%                                 | 36,58%                                    | 165                                       | 0,20%                                     |
| 30 МИР Шумен            | 39,93%                                  | 32                                      | 0,04%                                   | 34,79%                                | 98                                    | 0,15%                                 | 31,12%                                    | 75                                        | 0,13%                                     |
| 31 МИР Ямбол            | 46,02%                                  | 41                                      | 0,09%                                   | 37,65%                                | 50                                    | 0,12%                                 | 33,88%                                    | 54                                        | 0,15%                                     |
| Извън България          |                                         | 192                                     | 0,11%                                   |                                       | 143                                   | 0,08%                                 |                                           | 241                                       | 0,11%                                     |

### 2022 г.
На парламентарните избори през 2022 г. партията участва с бюлетина № 10.

## Местни избори

### 2019 г.
На местните избори през 2019 г. партия „МИР“ има избран кмет на община в Община Ботевград, и общински съветници в Ботевград, Благоевград, Мирково, Приморско, Созопол, Несебър, Стамболийски, Сливница, Разград, Червен бряг, Ветово, Братя Даскалови, Чирпан, Кюстендил и Силистра.

### 2023 г.
На местните избори на 29-ти октомври 2023 г. партия МИР участва в 12 общини самостоятелно, в 13 общини в местни коалиции.
В община Ботевград партия МИР има избран кмет още на първи тур и 12 общински съветника. В община Бургас партия МИР има избрани 2-ма общински съветника. В община Разград има избрани 2-ма общински съветника. В община Ихтиман партия МИР има избрани 3-ма общински съветника.
Партия МИР участва в местни коалиции в следните общини:
- Созопол, където има избран кмет и 9 общински съветника;
- Русе, където има избран кмет и 12 общински съветника;
- Стражица, където има избран кмет и 8 общински съветника;
- Съединение, където има избран кмет и 3 общински съветника
- Приморско, където има избрани 2 общински съветника;
- Лясковец, където има избран 1 общински съветник;
- Червен бряг, където има избрани 3 общински съветника;
- Габрово, където има избрани 5 общински съветника;
- Перник, където избран 1 общински съветник;
- Видин, където има избран 1 общински съветник. 